# Где је српска Војводина
Где је српска Војводина или Хај јесте српска патриотска песма. 

## О песми
Музику за родољубиву песму Аксентије Максимовић је компоновао за мушки хор поводом хиљадугодишњице мисије Ћирила и Методија, због чијих је револуционарних идеја био избачен из гимназије у Сремској Митровици. Музику је писао по речима песме „Хај” Стевана Владислава Каћанског, објављене у листу „Даница” 1861. године. 
Текст песме написан је тренуцима борбе Срба против њихових непријатеља Аустроугарске, некадашње Хабзбуршке монархије,  поводом укидања Војводства Србије и Тамишког Баната. 
Године 1891. током сахране Каћанског, певачка друштва и окупљени народ певали су ову песму.  Најпознатија верзија је отпевана од стране протођакона Влада Микића и протођакона Радомира Перчевића  из 1989. године на албуму "Само слога Србина спасава". 

## Текст песме
Где је српска Војводина?
У Мађарској ил` Угарској,
Или у сну ил` на јави,
У Банату ил` у Бачкој,
Ил` у Срему, старој слави?
Није сада тамо, није,
Већ у души Србадије!

Је ли жива Војводина?
Жива нам је сахрањена, -
Ал` умрети донде неће
Док сва крвца не истече
Из јуначка срца њена.
А то живо срце гди је?
У срцима Србадије!
Кад ће синут` Војводина?
Када правде сунце сине
И устану деца њена
Чистом слогом умивена,
Па загрме од милине:
„Стан`, Будиме! Стани, мајчин сине!
Ево главе, не дам Војводине!“